# 尼思冰原島峰
83°17′S 55°55′W / 83.283°S 55.917°W
尼思冰原島峰（英語：Neith Nunatak）是南極洲的冰原島峰，位於伊利沙伯女皇地，處於貝克嶺以北6公里，屬於彭薩科拉山脈的一部分，根據美國地質調查局的測量和美國海軍的空中照片被繪入地圖。